# Lindsaea reniformis
Lindsaea reniformis är en ormbunkeart som beskrevs av Jonas Carlsson Dryander. Lindsaea reniformis ingår i släktet Lindsaea och familjen Lindsaeaceae. Inga underarter finns listade.